# James Lloyd
Pour les articles homonymes, voir Lloyd.
James Lloyd est un botaniste anglais né à Londres le 17 mars 1810 et mort à Nantes le 10 mai 1896.

## Biographie
Né à Londres, James Lloyd suit sa mère et son beau-père en France à l'âge de 21 ans. Au collège, il éprouve un intérêt grandissant pour la musique et la botanique, ce qui contrarie quelque peu les projets de ses parents. La famille se fixe à Nantes en 1831. J. Lloyd cesse ses études à cette époque et concentre son activité sur les plantes. Il parcourt inlassablement l'ouest de la France, en particulier la Vendée, la Loire-Atlantique, le Morbihan et le Finistère. Il travaille souvent seul et n'est membre d'aucune société savante : il publie peu et par l'intermédiaire de tiers.
À l'été 1841, Lloyd, qui passe souvent au Jardin des plantes de Nantes, et Jean-Marie Écorchard le directeur de celui-ci, auquel il envie son poste et conteste le titre de botaniste, viennent à se quereller. Mais cette discussion prend le caractère d'une rixe quand les mots « d'ignorant » et de « polisson » sont suivis d'une empoignade qui les mène directement au tribunal. À la suite de cela Lloyd est banni du jardin des plantes. C'est cet événement et son amitié pour Alexandre Boreau qui le poussa cinquante-cinq ans plus tard à léguer à la ville d'Angers sa riche bibliothèque et son herbier (100 000 collectes parmi 24 000 espèces) qui servirent de base à ses publications. Ses collections sont aujourd'hui conservées au département botanique du muséum des sciences naturelles d'Angers.
Les résultats de ses travaux l'amènent à rédiger une Flore de Loire-Inférieure devenue Flore de l'Ouest de la France au cours de cinq éditions qui vont s'échelonner sur un demi-siècle (1844, 1854, 1868, 1886, 1897), dans laquelle il effectue une description des espèces qu'il découvre : la Renoncule blanche (Ranunculus ololeucos) en 1844, l'Angélique des estuaires (Angelica heterocarpa) en 1859 et la Cochléaire des estuaires (Cochlearia aestuaria) en 1886. Il est également reconnu pour les 25 exemplaires d'un alguier, le plus complet jusqu'alors en France qui présente 500 espèces atlantiques.
Ses distractions se résument à la musique et à la culture des tulipes. Cette dernière passion le suit jusque sur son lit de mort où par écrit, dans son français teinté d'anglais, il enjoint à un ami de passer voir ses fleurs.
Il ne doit pas être confondu avec un autre botaniste gallois, Edward Llwyd, en l'honneur de qui le genre Lloydia fut nommé.